# Dawn Ostroff
Dawn Tarnofsky-Ostroff es una empresaria y periodista estadounidense. Es la antigua presidente de Entretenimiento de The CW y preside la división de entretenimiento de Conde Nast.

## Carrera
Ostroff empezó su carrera en las noticias como reportera para WINZ, una filial de la CBS en Miami. También trabajaba en las noticias locales en WPLG y WTVJ en Miami. 
Ostroff se unió a Lifetime en octubre de 1996 como Vicepresidenta Senior, Programación y Producción. Fue Vicepresidenta Ejecutiva de Lifetime comenzando en 1999.
Ostroff trabajó como Presidenta de UPN Entertainment desde el 11 de febrero de 2002 hasta 2006, cuando se unió a The CW, siendo considerada la red de difusión más joven de América, y Dawn Ostroff estaba encargada de la programación primetime del canal, la cual durante la temporada 2010-2011 presentó series como The Vampire Diaries, Gossip Girl, Life Unexpected, One Tree Hill, America's Next Top Model, 90210, Supernatural y Smallville, así como la nueva serie Nikita, protagonizada por Maggie Q, y Hellcats, protagonizada por Aly Michalka y Ashley Tisdale. Estaba encargada de todos los esfuerzos creativos de la cadena y supervisa áreas tales como programación, desarrollo de series, búsqueda, marketing y publicidad.
Ella últimamente anunció que dejaría la cadena en 2011, después de ser nombrada Presidenta por la división de entretenimiento de Conde Nast.

## Vida personal
Ostroff se graduó por la Florida International University en Miami, Florida, donde se graduó en Ciencias del Periodismo. Reside en Nueva York, NY con su marido Mark Ostroff y sus cuatro hijos: Justin, Jonathan, Michael, y Lane. Justin y Jonathan están ambos graduados por la Universidad de Pensilvania. Actualmente trabajan en finanzas. Michael y Lane asisten a escuelas en Nueva York.
Ostroff también se ha dedicado en los últimos años a trabajar con  organizaciones como A Place Called Home, la cual ayuda a niños en el Centro y Sur de Los Ángeles, y el Independent School Alliance así como al American Jewish Committee.